# Omar Hasan
Omar José Hasan Jalil (* 21. dubna 1971 San Miguel de Tucamán) je bývalý argentinský ragbista, který hrál jako pilíř. Byl zvolen fanoušky po celém světě do nejlepší sestavy světových ragbyových šampionátů.
Za argentinskou reprezentaci odehrál 65 zápasů a položil 4 pětky (1995–2007). Zúčastnil se MS 2007, kde získal se svou zemí 3. místo. Zahrál si i na MS 1999 a MS 2003.
Na klubové úrovni hrál za argentinský celek Natación (1990–1996). Po hraní v Novém Zélandě za Wellington (1997) a v Austrálii za Brumbies (1998) se vrátil do Natación, kde byl do roku 2001. Poté šel hrát ragby do Francie za Agen (2001–2004) a Toulouse (2004–2008). Jako hráč Toulouse zažil titul v Evropském poháru mistrů v roce 2005 a ve své posledním sezoně vyhrál nejvyšší francouzskou ligu.
Po konci kariéry se stal operním zpěvákem. V roce 2012 při zápase Argentiny a Nového Zélandu zpíval národní hymnu. V roce 2024 zapíval francouzskou hymnu před finále druhé nejvyšší francouzské ligy.